# Saevitella
Saevitella is een geslacht van mosdiertjes uit de  familie van de Hippopodinidae. De wetenschappelijke naam ervan werd in 1956 voor het eerst geldig gepubliceerd door Bobies.

## Soorten
- Saevitella jejuensis Yang, Seo & Gordon, 2018
- Saevitella peristomata (Waters, 1899)